# Al Mansour (Schiff)
Die Al Mansour war eine Fähre der marokkanischen Reederei Comanav, die 1975 als Stena Nordica für die Stena Line in Dienst gestellt wurde. Das Schiff blieb bis März 2012 in Fahrt und wurde 2015 im türkischen Aliağa abgewrackt.

## Geschichte

### Stena Nordica
Die Stena Nordica entstand unter der Baunummer 382 auf der Rickmers Werft in Bremerhaven und wurde am 16. Mai 1975 vom Stapel gelassen. Nach der Übernahme durch die Stena Line am 28. November 1975 nahm das Schiff am 2. Dezember den Fährbetrieb zwischen Göteborg und Kiel auf. Seit 1976 wurde die Stena Nordica mehrfach nach Kanada verchartert, um dort in North Sydney eingesetzt zu werden.
Ab 1978 erfolgten zudem mehrere Chartern an die griechische Reederei Hellas Ferries, die sie unter dem Namen Hellas einsetzten. Im selben Jahr sowie 1979 charterte auch Townsend Thoresen die Fähre.

### Stena Nautica
Im Februar 1982 taufte die Stena Line das Schiff in Stena Nautica um. Nach einem Werftaufenthalt wurde es an die belgische Regie voor Maritieme Transport verchartert und ab April zwischen Ostende und Dover eingesetzt.

### Reine Astrid
Im März 1983 wurde die Stena Nautica in Reine Astrid umbenannt und weiter von der Regie voor Maritieme Transport (bis 1987 in Zusammenarbeit mit der anschließend aufgelösten Reederei Townsend Thoresen) zwischen Ostende und Dover betrieben. Nachdem es im Januar 1994 auf die Strecke von Ostende nach Ramsgate wechselte war das Schiff ab Oktober 1996 in Ostende aufgelegt.

### Moby Kiss
Neuer Eigner wurde im Februar 1997 die Onorato Overseas Transport Maritima, die es in Moby Kiss umbenannten. Ein geplanter Einsatz für die Moby Lines kam jedoch nicht zustande.

### Al Mansour
Stattdessen wurde die Fähre im Mai 1997 als Al Mansour für die marokkanische Reederei Comanav auf der Strecke von Algeciras und Tanger in Dienst gestellt. Im März 2012 wurde die Al Mansour nach der Insolvenz von Comanav in Algeciras aufgelegt. Comanav stellte im gleichen Jahr seinen Fährdienst ein. Nach drei Jahren Liegezeit wurde das Schiff im Juni 2015 versteigert und zum Abbruch ins türkische Aliağa verkauft. Es verließ Algeciras am 30. Juli 2015 im Schlepp der Christios XXXIV und traf 11. August 2015 in Aliağa zum Abbruch ein. Erwerber war die Abwrackwerft Ersay Ship Recycling.
Am 6. August 2001 kollidierte die Al Mansour vor Gibraltar mit dem Bulkcarrier Indalo und wurde dabei leicht beschädigt. Im Hafen von Algeciras kollidierte sie am 17. April 2007 mit der Fähre Ciudad De Malaga. Erneut entstanden leichte Schäden.

## Schwesterschiffe
Die Al Mansour hatte drei Schwesterschiffe, die Sardinia Vera und die Corsica Marina Seconda von Corsica Ferries sowie die Moby Vincent von Moby Lines.